# Aloe squarrosa
Espèce
Classification APG III (2009)
Statut de conservation UICN

 VU B2ab(ii) : Vulnérable
Statut CITES
Aloe squarrosa est une espèce de plantes à fleurs de la famille des Xanthorrhoeaceae originaire de l'île de Socotra au Yémen. Elle est fréquemment confondue avec Aloe jucunda, largement diffusée dans le commerce comme plante ornementale d'intérieur.